# 刘友梅
刘友梅（1938年1月16日—），江西上饶人，电力机车专家，中国工程院院士。

## 生平
1938年生于江西省上饶市沙溪镇。1950年进入上饶中学就读，1961年毕业于上海交通大学运输起重系电力机车专业。1961年至今在株洲电力机车厂（现南车株洲电力机车有限公司）从事电力机车设计、研制开发工作。曾任株洲电力机车厂总工程师，高速牵引动力研究所所长，中国南车集团技术专家委员会主席，中国铁道学会牵引动力委员会委员、电力机车及电传动学组组长，国家变流技术工程研究中心技术委员会委员，同济大学铁道与城市轨道交通研究院院长，西南交通大学牵引动力国家重点实验室学术委员会主任、教授等职。
刘友梅是作为中国电力机车事业的奠基者和开拓者之一，实现了中国电力机车的系列化、型谱化。1964～1976年，主持并实现了SS1型电力机车的三次重大技术改进。1978年主持第二代电力机车SS3型的研制，获1985年国家科技进步二等奖。1985～1993年主持第三代电力机车SS4型、SS5型、SS6型、SS6B型的研制开发，获1989年国家科技进步一等奖。1994～1996年，主持了SS8型电力机车研制，该车于1998年在京广铁路郑州至武昌间创造240km/h的“中国铁路第一速”。1996年完成了“九五”国家重点科技攻关项目一一中国第一台交流传动电力机车原型AC4000的研制。2000年主持研发成功了DJ型200km/h交流传动高速客运电力机车的研制。1999～2002年，主持研发“中华之星”高速列车，曾创造了实验速度321.5km/h的中国铁路速度记录。
1999年当选为中国工程院机械与运载工程学部院士。2003年当选第十届全国政协委员。